# Svitlana Mazij
Svitlana Mazij, född den 30 januari 1968 i Kiev i Ukrainska SSR, Sovjetunionen, är en sovjetisk/ukrainsk roddare.
Hon tog OS-silver i scullerfyra i samband med de olympiska roddtävlingarna 1996 i Atlanta.